# Восстание Нильса Даке
Восстание Нильса Даке (швед. Dackefejden) — крестьянский бунт во главе с мелким землевладельцем Нильсом Даке в Смоланде (Швеция) в 1542 году, направленный против короля Густава I Вазы. Даке и его сторонники были недовольны тяжёлым налоговым бременем, введением лютеранства и конфискацией церковного имущества (конфискация и введение новых налогов нужны были для оплаты расходов на войну за независимость Швеции, которая и привела Густава I Вазу к власти). В 1543 году восстание было подавлено, а Нильс Даке убит.

## Предыстория
Нильс Даке и его крестьяне были недовольны политикой шведского короля Густава I Вазы. Стремясь модернизировать Швецию и получить больше власти, король ввёл более эффективную систему сбора налогов. Тяжёлое налоговое бремя возмутило многих крестьян.
Густав I Ваза также разорвал отношения с Римом и пропагандировал лютеранство вместо католицизма в целях конфискаций имущества церкви, в том числе и земель. Конфискации были легализованы законами о редукции Густава I Вазы. В 1541 году подданные короля в ходе реализации законов конфисковали множество вещей из церквей Смоланда, таких как церковное серебро и даже церковные колокола, для финансирования армии. Даке критиковал новый церковный порядок и отстаивал старую веру. Его также поддерживали многие местные священники.
Восстание Даке было одним из множества бунтов во время правления Густава I Вазы. В отличие от других современных ему во главе восстания Даке стояли крестьяне, а не местная знать.

## Восстание
Восстание началось летом 1542 года, когда королевские фогты были атакованы и убиты при попытке сбора налогов. Густав I Ваза ответил на это тем, что послал войско во главе со своим тестем Густавом Олофссоном Стенбоком Младшим. Он потерпел поражение от постоянно растущей армии крестьян Даке. Другие попытки победить Даке военным путём также потерпели неудачу. Даке и его армия сумели добраться до Мьёльбю на окраине равнин Эстергётланда и заручиться широкой поддержкой в окрестностях Соммена и Идре.
Местный аристократ Монс Йоханссон Натт ох Даг был на стороне короля, несмотря на то, что у него были напряжённые отношения с ним. Он был поставлен во главе армии для подавления восстания Даке.
Затем шведское правительство прекратило все поставки продовольствия и других предметов первой необходимости в регион бунта. Это значительно ослабило восстание. Правительство также распространяло клевету о Даке, называя его предателем и еретиком.
В марте 1543 года Густав I Ваза приказал своей армии, состоящей из шведских рекрутов и немецких ландскнехтов-наёмников атаковать Смоланд. На этот раз были развёрнуты более крупные силы, чем прежде, и войска Даке были атакованы с двух направлений — из Эстергётланда и Вестергётланда. Восстание было подавлено, а Даке был ранен, но сумел спастись.

## Последствия
Месть короля зачинщикам восстания была жестокой. Схваченные лидеры бунта были казнены вместе со священниками, которые поддерживали Даке. Взбунтовавшихся крестьян высылали в Финляндию, где они должны были служить в армии, а уезды, где произошло восстание, должны были выплатить большие штрафы королю.
Сам Даке был пойман и убит в августе 1543 года при попытке бежать из страны. Согласно легенде, его тело было доставлено в Кальмар, где его голова публично демонстрировалась в медной короне в назидание другим.
Волнения в Идре продолжались и после смерти Даке и прекратились только после того, как Густав I Ваза послал на их усмирение 400 человек.
Восстание Даке было серьёзнейшей угрозой для правления Густава I Вазы, но после его разгрома ему удалось укрепить свою власть, сосредотачивая всё больше и больше власти в руках монарха.

## Идиома
В шведском языке идиома «[что-то] не происходило со времён войны Даке» используется в значении «[что-то] не происходило в течение длительного времени». Это выражение особенно распространено в южных районах Швеции, но также используется и в других регионах.